# Five hundred meter Aperture Spherical Telescope
Five hundred meter Aperture Spherical Telescope (FAST) (chiń. upr. 500米口径球面射电望远镜; pinyin 500mǐkǒujìng qiúmiàn shèdiànwàngyuǎnjìng) – największy na świecie radioteleskop w chińskiej prowincji Kuejczou, w Pingtang, w naturalnym zagłębieniu terenu, o pojedynczej czaszy o średnicy 500 m, będący większym od dotychczas największego Obserwatorium Arecibo o średnicy 305 m i trzy razy od niego wydajniejszym. Koszty szacowane były na 107,9 mln dolarów (700 mln juanów). Budowę rozpoczęto w marcu 2011, a zakończono w lipcu 2016. Koszty budowy wyniosły ostatecznie ok. 180 mln USD.

## Budowa
Przed rozpoczęciem budowy przesiedlono 65 osób z wioski w miejscu samej budowy, a po wybudowaniu wysiedlono ok. 9000 osób w promieniu 5 km, aby uniknąć zakłóceń pracy radioteleskopu. Po protestach wysiedlonych osób przeznaczono 269 mln USD na poprawę warunków ich życia. Chiński radioteleskop składa się z 4450 pojedynczych aluminiowych trójkątnych paneli. Podobnie jak radioteleskop w Arecibo wykorzystuje naturalne zagłębienie w krasowym terenie, aby zapewnić wsparcie dla czaszy radioteleskopu. Łączna waga wszystkich luster zainstalowanych w radioteleskopie wynosi ok. 11 000 ton. Według szacunków podczas jego budowy zostało usuniętych około miliona metrów sześciennych skał.

## Zadania
FAST jest obecnie najczulszym radioteleskopem pracującym w niskich częstotliwościach radiowych z pojedynczą czaszą na świecie. FAST, podobnie jak radioteleskop w Arecibo, ma nieruchomą główną antenę, jednak dzięki przesuwanym nad czaszą anteny czujnikom fal oba radioteleskopy mogą badać obiekty nie będące w zenicie, przy czym FAST potrafi badać obiekty dalsze od zenitu niż radioteleskop w Arecibo. FAST pracuje w zakresie 0,07–3 GHz. Celem badań radioteleskopu są skupiska neutralnego wodoru w Drodze Mlecznej i innych galaktykach, wykrywanie pulsarów, zarówno w naszej Galaktyce, jak i poza nią, badanie molekuł w przestrzeni międzygwiezdnej, poszukiwanie gwiazd zmiennych oraz szukanie życia pozaziemskiego (w ramach programu SETI). Oczekuje się, że będzie w stanie wykryć transmisje sygnałów obcych cywilizacji z odległości ponad 1000 lat świetlnych.
Projektem zarządzał Nan Rendong zmarły w 2017 roku z Chińskiego Narodowego Obserwatorium Astronomicznego, będącego częścią Chińskiej Akademii Nauk.